# Hebi
Hebi (鹤壁; pinyin: Hèbì) er en kinesisk by på præfekturniveau i provinsen Henan i det centrale Kina. Præfekturet har et areal på 	2,182 km2 , og en befolkning på 1.427.700 mennesker.

## Administrative enheder
Hebi består af tre bydistrikter og to amter:
- Bydistriktet Qibin (淇滨区), 295 km², 140.000 indbyggere, præfekturregeringens sæde;
- Bydistriktet Shancheng (山城区), 176 km², 250.000 indbyggere;
- Bydistriktet Heshan (鹤山区), 159 km², 130.000 indbyggere;
- Amtet Xun (浚县), 1.088 km², 680.000 indbyggere;
- Amtet Qi (淇县), 581 km², 260.000 indbyggere.

35°54′N 114°12′Ø / 35.900°N 114.200°Ø